# 旧伊達郡役所
旧伊達郡役所（きゅうだてぐんやくしょ）は、福島県伊達郡桑折町に残る明治時代初期の洋風庁舎である。

## 沿革
伊達郡の郡役所は1879年に保原町に設置されたが、桑折町の有志が誘致運動を行ったことにより1883年(明治16年)4月に桑折町に移された。その際に新築された庁舎が、現在も残る旧伊達郡役所の建物である。廃止になるまでの約43年間、郡行政の中心的役割を果たし、廃止後も県の出先機関として利用されていたが、1974年3月にその役目を終えた。
1977年（昭和52年）6月27日に、国の重要文化財に指定される。塔屋は振動のため1887年に撤去されていたが、1979年の工事で当初の形に復元された。
東日本大震災で被害を受けたが、耐震補強を含めた修復工事を行い2014年4月1日に再オープンした。
2021年（令和3年）2月の地震で建物の壁にひびが入るなどの被害を受け敷地内を全面閉鎖。2022年（令和4年）3月から復旧作業が始まる予定だったが、同月に再び地震が発生して建物の壁が剥がれ落ちるなどの被害を受けた。その翌月から災害復旧保存修理工事が進められ、同年12月に復旧する見通しとなった。

## 建築概要
地元大工の山内幸之助・銀作の手による、擬洋風建築である。郡役所で遺存している建物のうちでは最大規模を持つ。質がよく改変も少ないことから、明治初期の建築の特徴をよく示している。
基礎は切石を積み、北海道及び東北地方の重要建造物と同様に、ベランダを張り出したペンキ塗下見板壁になっている。正面は総二階建、中央塔屋を設け、軒は化粧垂木様飾りに円形刳り蛇腹、窓はすべてガラス入りの上げ下げ窓と洋風を模している。